# Schwarzenborn (Eifel)
Pour l’article homonyme, voir Schwarzenborn (Knüll).
Schwarzenborn est une municipalité allemande située dans le land de Rhénanie-Palatinat et l'arrondissement de Bernkastel-Wittlich.